# Юнион (округ, Джорджия)
Ю́нион (англ. Union County) — округ штата Джорджия, США. Население округа на 2000 год составляло 17 289 человек. Административный центр округа — город Блэрсвилл.

## История
Округ Юнион основан в 1832 году.

## География
Округ занимает площадь 836.6 км2.

## Демография
Согласно Бюро переписи населения США, в округе Юнион в 2000 году проживало 17 289 человек. Плотность населения составляла 20.7 человек на квадратный километр.